# Eustala perfida
Eustala perfida Mello-Leitão, 1947 è un ragno appartenente alla famiglia Araneidae.

## Caratteristiche
L'olotipo femminile rinvenuto ha dimensioni: cefalotorace lungo 2,9mm, largo 2,2mm; la formula delle zampe è 1243.

## Distribuzione
La specie è stata rinvenuta in Brasile: nei pressi di Volta Grande, nello stato di Paraná.

## Tassonomia
Al 2014 non sono note sottospecie e dal 2010 non sono stati esaminati nuovi esemplari.